# Gustavo Barros Schelotto
Gustavo Barros Schelotto (La Plata, 4 de maig de 1973) és un exfutbolista argentí, que ocupava la posició de migcampista. És germà bessó del també futbolista Guillermo Barros Schelotto.

## Trajectòria
Format al Club de Gimnasia y Esgrima La Plata, amb aquest club va guanyar la Copa Centenario de l'Associació Argentina, el 1993. Tres anys després, fitxa pel Boca Juniors, un any abans que el seu germà. Amb els de Buenos Aires hi va sumar sis gols en 65 partits, i va guanyar diversos títols domèstics i continentals.
El gener del 2001 fitxa pel Vila-real CF, de la primera divisió espanyola, junt el seu compatriota Martín Palermo. El migcampista no va consolidar-se al quadre valencià, retornant al seu país als pocs mesos, tot jugant a clubs com Racing d'Avellaneda, Rosario Central i una segona etapa al Gimnasia de La Plata.
El 2005 marxa a l'Alianza Lima peruà, i a l'any següent recala al Puerto Rico Islanders de la USL First Division, on hi va penjar les botes.

## Títols
- Copa del Centenario: 1993
- Torneig Apertura: 1998, 2000, 2001
- Torneig Clausura: 1999
- Copa Libertadores: 2000
- Copa Intercontinental: 2000